# Ricardo Bagadur
Ricardo Bagadur, född 16 september 1995 i Rijeka, är en fotbollsspelare från Kroatien som spelar i Fiorentina i Serie A.